# Firoz Ladak (banquier)
Firoz Ladak, né le 12 décembre 1965, est un banquier d'affaires franco-canadien

## Biographie
Firoz Ladak étudie les sciences politiques à l'université McGill et à l'Université d'Oxford. Il poursuit une carrière de banquier d'affaires au sein de la banque Paribas puis à la Société Générale de 1990 à 2003. En 2005, il est nommé directeur général des Fondations Edmond de Rothschild, où il applique les principes de venture philanthropie jusqu'en 2021. En 2013, il crée ERFIP, une plateforme pour philanthropes privés dans les pays émergents d'Afrique et d'Asie,. Il annonce l'ouverture de la première chaire de philanthropie comportementale de l'université de Genève en 2016.

## Publications
- Étienne Dolet (préf. Firoz Ladak), Le Second Enfer, autodafé d'un choix, Artulis, 2012 (ISBN 978-2-913244-06-1)